# 大府市立大府中学校
大府市立大府中学校（おおぶしりつおおぶちゅうがっこう）は、愛知県大府市の市立中学校。

## 概要
- 創立 - 1947年4月（大府町立大府中学校）
- 所在地 - 〒474-0026 愛知県大府市桃山町3丁目216
- 生徒数 - 950名
- クラス数 - 29クラス
- 職員数 - 64名
- 学区小学校 - 大府市立大府小学校、大府市立神田小学校、大府市立大東小学校、大府市立東山小学校（一部）

## 沿革
- 1947年4月 - 学校創立。
- 1948年5月 - 現在地に校舎完成。
- 1964年4月 - 大府荘分校名古屋養護学校へ移管。
- 1971年4月 - 大府西中学校を分離独立。
- 1982年7月 - 大府北中学校を分離独立。
- 1991年3月 - 現体育館完成。
- 1992年9月 - コンピュータ室完成。
- 1995年12月 - せせらぎの庭完成。
- 1998年9月 - 心の教室相談員配置。
- 1998年10月 - インターネット開始。
- 1999年9月 - 校内LAN設置。
- 2002年4月 - スクールカウンセラー配置。
- 2002年6月 - ホームページ開設。
- 2004年8月 - 全教室LAN敷設。
- 2013年11月 - 同校生徒が同校近くのマンションから飛び降り自殺。同校では「事故だった」と全校集会で説明。
- 2023年2月 -  金工室およそ30平方メートルが燃える火事が発生。

## 部活動

### 運動部
- 野球部
- ソフトボール部
- サッカー部
- バスケットボール部
- バレー部
- 陸上部

- ソフトテニス部
- 卓球部
- 弓道部
- 剣道部
- バドミントン部

### 文化部
- 吹奏楽部
- 美術部
- コンピュータ部
- 書道部

## 主な出身者
- 竹澤恭子（ヴァイオリニスト）
- 荒川俊治（実業家、エス・バイ・エル元代表取締役社長）
- 土田英生（劇作家）